# Аманда Серрано
Аманда Серрано (нар. 9 жовтня 1988) — пуерториканська боксерка, спортсменка змішаних єдиноборств і реслерка. Як боксерка вона є об'єнаною чемпіонкою світу в напівлегкій вазі, з 2019 року володіє титулом WBO, а з 2021 року — за версіями WBC та IBO. Вона є єдиною жінкою, яка виграла титули чемпіона світу в понад чотирьох вагових категоріях, а також утримує Книгу рекордів Гіннеса з найбільшої кількості чемпіонатів світу з боксу, виграних в різних вагових категоріях жінками, маючи 9 головних титулів світу у семи різних вагових категоріях.   Її старша сестра Сінді також боксерка. Вони стали першими сестрами, які одночасно виграли титул чемпіона світу від основних боксерських організацій після того, як Сінді виграла титул WBO у напівлегкій вазі у 2016 році.
Серрано двічі (у 2016 і 2018 роках) отримувала нагороду «Боксер року» від WBO, організації, яка також надала їй нагороду «Супер чемпіонат світу», вперше присуджену жінці. Станом на березень 2021 року вона входить до рейтингу найкращих чинних боксерів в напівлегкій вазі за версією The Ring і BoxRec, а також третьої серед найкращих боксерів, незалежно від вагової категорії, за версією ESPN і третьої за The Ring.

## Статистика з професійного боксу
| №  | Результат | Рекорд | Суперник                | Тип | Раунд, час   | Дата              | Місце проведення                                                                   | Примітки                                                                                       |
| -- | --------- | ------ | ----------------------- | --- | ------------ | ----------------- | ---------------------------------------------------------------------------------- | ---------------------------------------------------------------------------------------------- |
| 46 | Н/Д       | Н/Д    | Бренда Карабахал        | Н/Д | – (10)       | 6 серпня 2022     | Madison Square Garden, Нью-Йорк, США                                               | Захист титулів WBC, WBO та IBO у напівлегкій вазі                                              |
| 45 | Поразка   | 42–2–1 | Кеті Тейлор             | SD  | 10           | 30 квітня 2022    | Madison Square Garden, Нью-Йорк, США                                               | За титули WBA, WBC, IBF, WBO та The Ring у легкій вазі                                         |
| 44 | Перемога  | 42–1–1 | Міріам Гутьєррес        | UD  | 10           | 18 грудня 2021    | Amalie Arena, Тампа, Флорида, США                                                  |                                                                                                |
| 43 | Перемога  | 41–1–1 | Ямілет Меркадо          | UD  | 10           | 29 серпня 2021    | Rocket Mortgage FieldHouse, Клівленд, США                                          | Захистила титули WBC, WBO та IBO у напівлегкій вазі                                            |
| 42 | Перемога  | 40–1–1 | Даніела Роміна Бермудес | KO  | 9 (10), 1:33 | 25 березня 2021   | Plaza del Quinto Centenario, Сан-Хуан, Пуерто-Рико                                 | Захистила титули WBC та WBO у напівлегкій вазі; Здобула вакантний титул IBO у напівлегкій вазі |
| 41 | Перемога  | 39–1–1 | Дахіана Сантана         | TKO | 1 (8), 2:37  | 16 грудня 2020    | Hotel Catalonia Malecon Center, Санто-Домінго, Домініканська Республіка            |                                                                                                |
| 40 | Перемога  | 38–1–1 | Сімона да Сілва         | TKO | 3 (8), 2:37  | 30 січня 2020     | Meridian at Island Gardens, Маямі, Флорида, США                                    |                                                                                                |
| 39 | Перемога  | 37–1–1 | Хезер Гарді             | UD  | 10           | 13 вересня 2019   | Madison Square Garden Theater, Нью-Йорк, США                                       | Здобула тимчасові титули WBO, WBC та вакантний WBAN у напівлегкій вазі                         |
| 38 | Перемога  | 36–1–1 | Єва Форабергер          | TKO | 1 (10), 0:35 | 18 січня 2019     | Madison Square Garden Theater, Нью-Йорк, США                                       | Здобула вакантний титул WBO у Другій найлегшій вазі                                            |
| 37 | Перемога  | 35–1–1 | Яміла Естер Рейносо     | UD  | 10           | 8 вересня 2018    | Barclays Center, Нью-Йорк, США                                                     | Здобула вакантний титул WBO у першій напівсередній вазі                                        |
| 36 | Перемога  | 34–1–1 | Мерилін Ернандес        | TKO | 1 (10), 2:38 | 4 листопада 2017  | Barclays Center, Нью-Йорк, США                                                     |                                                                                                |
| 35 | Перемога  | 33–1–1 | Едіна Кісс              | TKO | 3 (10), 1:00 | 21 липня 2017     | Sheraton Puerto Rico Hotel & Casino, Сан-Хуан, Пуерто-Рико                         | Захистила титул WBO у другій легшій вазі                                                       |
| 34 | Перемога  | 32–1–1 | Дахіана Сантана         | TKO | 8 (10), 1:14 | 22 квітня 2017    | Barclays Center, Нью-Йорк, США                                                     | Здобула вакантний титул WBO у легшій вазі                                                      |
| 33 | Перемога  | 31–1–1 | Язмін Рівас             | UD  | 10           | 14 січня 2017     | Barclays Center, Нью-Йорк, США                                                     | Захистила титул WBO у другій легшій вазі; Здобула вакантний титул WBAN у другій легшій вазі    |
| 32 | Перемога  | 30–1–1 | Олександра Лазар        | TKO | 5 (10), 1:10 | 18 жовтня 2016    | Hotel Caribe Hilton, Сан-Хуан, Пуерто-Рико                                         | Здобула вакантний титул WBO у другій легшій вазі                                               |
| 31 | Перемога  | 29–1–1 | Калікста Сільгадо       | TKO | 1 (10), 1:10 | 30 липня 2016     | Barclays Center, Нью-Йорк, США                                                     | Захистила титул WBO у напівлегкій вазі                                                         |
| 30 | Перемога  | 28–1–1 | Едіна Кісс              | TKO | 4 (8), 1:20  | 22 квітня 2016    | Cancha Rubén Zayas Montañez, Трухільйо-Альто, Пуерто-Рико                          |                                                                                                |
| 29 | Перемога  | 27–1–1 | Олівія Герула           | TKO | 1 (10), 1:50 | 17 лютого 2016    | BB King Blues Club & Grill, Нью-Йорк, США                                          | Здобула вакантний титул WBO у напівлегкій вазі                                                 |
| 28 | Перемога  | 26–1–1 | Джеміла Гонтарук        | TKO | 3 (8)        | 20 листопада 2015 | Aviator Sports Complex, Нью-Йорк, США                                              |                                                                                                |
| 27 | Перемога  | 25–1–1 | Фатума Заріка           | UD  | 6            | 10 вересня 2015   | The Space at Westbury, Вестбері, Нью-Йорк, США                                     |                                                                                                |
| 26 | Перемога  | 24–1–1 | Фатума Заріка           | UD  | 6            | 29 травня 2015    | W.C. Handy Pavilion, Мемфіс, Теннессі, США                                         |                                                                                                |
| 25 | Перемога  | 23–1–1 | Марісоль Рейес          | TKO | 3 (8)        | 21 лютого 2015    | Sosua Convention Center, Пуерто-Плата, Домініканська Республіка                    |                                                                                                |
| 24 | Перемога  | 22–1–1 | Карла Торрес            | TKO | 1 (6)        | 13 листопада 2014 | The Space at Westbury, Вестбері, Нью-Йорк, США                                     |                                                                                                |
| 23 | Перемога  | 21–1–1 | Марія Елена Мадерна     | KO  | 6 (10), 1:26 | 15 серпня 2014    | Estadio F.A.B., Буенос-Айрес, Аргентина                                            | Здобула титул WBO у легкій вазі                                                                |
| 22 | Перемога  | 20–1–1 | Діана Гарсія            | TKO | 1 (8)        | 29 вересня 2013   | Gimnasio Boxing Factory, Сантьяго-де-лос-Кабальєрос, Домініканська Республіка      |                                                                                                |
| 21 | Перемога  | 19–1–1 | Керрі Хілл              | TKO | 2 (6)        | 21 вересня 2013   | Resorts World Casino, Нью-Йорк, США                                                |                                                                                                |
| 20 | Перемога  | 18–1–1 | Домінга Оліво           | TKO | 3 (6)        | 29 червня 2013    | Resorts World Casino, Нью-Йорк, США                                                |                                                                                                |
| 19 | Перемога  | 17–1–1 | Ванда Пена Озуна        | TKO | 1 (10)       | 16 лютого 2013    | Gran Arena del Cibao, Сантьяго-де-лос-Трейнта-Кабальєрос, Домініканська Республіка | Здобула вакантний титул UBF та WIBA у напівлегкій вазі                                         |
| 18 | Перемога  | 16–1–1 | Ліна Техада             | TKO | 1 (8)        | 15 грудня 2012    | Sosua Bay Grand Casino, Пуерто-Плата, Домініканська Республіка                     | Здобула вакантний титул UBF InterContinental у другій напівлегкій вазі                         |
| 17 | Перемога  | 15–1–1 | Греціа Нова             | TKO | 1 (6)        | 16 вересня 2012   | Club Pueblo Nuevo, Villa Duarte, Домініканська Республіка                          |                                                                                                |
| 16 | Поразка   | 14–1–1 | Фріда Уолберг           | UD  | 10           | 27 квітня 2012    | Cloetta Center, Лінчепінг, Швеція                                                  | За титул чемпіона WBC у другій напівлегкій вазі                                                |
| 15 | Перемога  | 14–0–1 | Ела Нуньес              | UD  | 8            | 17 лютого 2012    | Cicero Stadium 1909 S. Laramie, Сісеро, Іллінойс, США                              |                                                                                                |
| 14 | Перемога  | 13–0–1 | Греціа Нова             | TKO | 5 (8)        | 18 листопада 2011 | Hotel Jaragua, Санто-Домінго, Домініканська Республіка                             |                                                                                                |
| 13 | Перемога  | 12–0–1 | Кімберлі Коннор         | TKO | 2 (10)       | 10 вересня 2011   | Aviator Sports Complex, Нью-Йорк, США                                              | Здобула вакантний титул чемпіона IBF у другій напівлегкій вазі серед жінок                     |
| 12 | Перемога  | 11–0–1 | Діана Гарсія            | TKO | 1 (8)        | 6 серпня 2011     | Parque del Este, Санто-Домінго, Домініканська Республіка                           |                                                                                                |
| 11 | Перемога  | 10–0–1 | Дженніфер Скотт         | TKO | 1 (8)        | 11 липня 2011     | Roseland Ballroom, Нью-Йорк, США                                                   | Здобула вакантний титул чемпіона WBC-NABF у напівлегкій вазі серед жінок                       |
| 10 | Перемога  | 9–0–1  | Ела Нуньес              | TKO | 4 (6)        | 22 квітня 2011    | Fairgrounds Event Center, Гамбург, Нью-Йорк, США                                   |                                                                                                |
| 9  | Перемога  | 8–0–1  | Ела Нуньес              | UD  | 6            | 29 січня 2011     | Turning Stone Resort & Casino, Верона, Нью-Йорк, США                               |                                                                                                |
| 8  | Перемога  | 7–0–1  | Дженніфер Енкарнасьон   | RTD | 4 (6)        | 18 вересня 2010   | Coliseo Carlos 'Teo' Cruz, Санто-Домінго, Домініканська Республіка                 |                                                                                                |
| 7  | Перемога  | 6–0–1  | Нідія Фелісіано         | UD  | 6            | 4 червня 2010     | Tropicana Hotel & Casino, Атлантік-Сіті, Нью-Джерсі, США                           |                                                                                                |
| 6  | Перемога  | 5–0–1  | Люсія Ларчінезе         | UD  | 6            | 26 лютого 2010    | Turning Stone Resort & Casino, Верона, Нью-Йорк, США                               |                                                                                                |
| 5  | Нічия     | 4–0–1  | Ела Нуньес              | SD  | 4            | 20 листопада 2009 | Taj Majal Hotel & Casino, Атлантік-Сіті, Нью-Джерсі, США                           |                                                                                                |
| 4  | Перемога  | 4–0    | Крістіна Руіс           | TKO | 2 (4)        | 31 червня 2009    | Resorts Hotel & Casino, Атлантік-Сіті, Нью-Джерсі, США                             |                                                                                                |
| 3  | Перемога  | 3–0    | Кароліна Мартінес       | TKO | 1 (4)        | 29 червня 2009    | Coliseo Carlos 'Teo' Cruz, Санто-Домінго, Домініканська Республіка                 |                                                                                                |
| 2  | Перемога  | 2–0    | Бріттані Круз           | KO  | 1 (4)        | 9 травня 2009     | DoubleTree Hotel, Орландо, Флорида, США                                            |                                                                                                |
| 1  | Перемога  | 1–0    | Джекі Тривіліно         | MD  | 4            | 20 березня 2009   | Washington Avenue Armory, Олбані, Нью-Йорк, США                                    |                                                                                                |

## Особисте життя
Ставши боксером на повний робочий день, Серрано прийняв порядок, схожий на ченця, який вимагав не купувати мобільний телефон (або будь-який інший пристрій, який дозволяв надсилати текстові повідомлення тощо), щоб уникнути відволікань та уникнення зв’язків із хлопцями.  Коли її запитали про це, вона наполягла, що на це буде час у майбутньому, після вирізання спадщини.  Серрано зазначила, що одним із головних кроків у її боксерській кар'єрі було досягнення рекордів іноземних спортсменів та забезпечення їх у Пуерто-Рико (наприклад, бажання виграти титул у шостому дивізіоні, щоб місцеве місцеве населення могло похвалитися до більшої кількості підрозділів, ніж Флойд Мейвезер-молодший, або бажаючи завершити одночасні кросовери між видами спорту). 

## Виноски
1. ↑  Serrano has won titles at super flyweight, bantamweight, super bantamweight, featherweight, super featherweight, lightweight and light welterweight.